# عمر بن طاهر زيلع
عمر بن طاهر زيلع كاتب وقاص سعودي، ولد في جازان عام 1365هـ. مهتم الثقافة والقصة والمقالة والدراسات والبحوث الادبية والتاريخية، وصدر له عدد من المجموعات القصصية منها (البيداء)، و(دعوة للقمر)، ورواية (القشور).

## تعليمه
درس مبادئ القراءة والكتابة في كتّاب خاص بحفظ القرآن الكريم، ثم درس على يد والده دروسًا في النحو، وبعد ذلك واصل تعلم اللغة العربية والفقه والحديث على يد أحمد بن إبراهيم الأهدل، وأثناء دراسته في حلقة الأهدل التحق بالمدرسة العزيزية بجازان وحصل منها على شهادة المرحلة الابتدائية عام 1380هـ، ثم حصل على شهادة المرحلة المتوسطة من نفس المدرسة في عام 1383هـ، ثم التحق بالمدرسة الثانوية ولكنه توقف لظروف خاصة، ولكنه لم يقف عن تعليم نفسه وتثقيفها ذاتيًا حتى رسم لنفسه شخصية ثقافية مكنته من كتابة القصة والمقالة والنقد.

## أعماله
- موظف في شركة صفا المسؤولة عن ردم ميناء جازان.
- موظف في شركة الكهرباء في منطقة جازان.
- موظف في نادي جازان الأدبي، ثم عمل أمينًا لمكتبة النادي، ثم سكرتيرًا، ثم رئيس للنادي بالنيابة عقب وفاة رئيسه محمد بن علي السنوسي، ثم عاد سكرتيرًا للنادي بعد أن تولى حجاب الحازمي رئاسته، واستمر في هذه الوظيفة حتى ظهور تشكيل مجالس إدارات الأندية الأدبية عام 1427هـ، وكان عمر بن طاهر زيلع العضو الوحيد في المجلس الجديد والمرشح من المجلس السابق، وبقي في عضوية مجلس إدارة نادي أدبي جازان، ورئيسًا لجماعة السرد حتى عام 1432هـ.
- مدير للجمعية الخيرية في منطقة جازان، ثم أمينًا عامًا لها، ثم قدم استقالته ؛للتفرغ لأعمال البحث والكتابة.[3]

## تجربته الأدبية
تميزت تجربة عمر زيلع الأدبية بالثراء والتنوع ومنها:
- كتابة فن القصة بالدرجة الأولى.
- كتابة المقالة الصحفية، وكان له في صحيفة عكاظ مقال أسبوعي ثابت، ومقال ثابت أيضًا في صحيفة البلاد.
- الكتابة النقدية والاجتماعية في مجموعة من الملحقات الثقافية والمجلات الأسبوعية والشهرية.
- قدم لعدد من الكتب ذات الرؤية النقدية الواضحة مثل: المجموعة الشعرية الكاملة للسنوسي، كتاب أحلامي لخليل حسن خليل، ورواية بين جبلين لمحمد زارع عقيل.[4]

### قيل في تجربته الأدبية
كتب عن تجربة عمر زيلع الأدبية العديد من الكتّاب والنقاد ومنهم: محمد الشنطي، محمود سعيد شاكر، محمد منور، وسهلي عمر، وسمير جابر، وغيرهم. وتحدث سهلي عمر عن تجربة عمر زيلع القصصية في دراسته التطبيقية على نصوصه القصصية قائلاً: «إن عملية الإبداع القصصي لدى عمر طاهر زيلع ترتكز على عدة أبعاد، وهي البعد الإنساني الذي يشكل الهاجس الوحيد في قصصه، ويليه الحس المرهف، والرؤية التأملية، ويبرز هذه الأبعاد ويشد بعضها إلى بعض عمق وثراء وتنوع ثقافة القاص، وهذا القاص يمنح لقصصه من الواقع بكل تشابكاته وتقاطعاته، ولكنه لا ينبهر بلمعان سطح هذا الواقع وبريقه، بل يغوص في أعماقه يرصد، ويستبطن حركته وتقلباته، ويصهرها في بوتقة رؤيته التأملية التي تومض بشحنات وإيماءات فلسفية تعكس وجهة نظره، أو استشرافه لأثر هذه التقلبات على الإنسان، وذلك بدون ضجيج أو خطابية».

## مؤلفاته
- القشور (رواية قصيرة).
- البيداء. (مجموعة قصصية).
- دعوة للقمر (مجموعة قصصية).
- إشارات (مجموعة لمقالاته). 2002م.[6]

## وصلات خارجية
- سيرة الأديب عمر طاهر على «الرصيف الثقافي»
- اللقاء الأدبي مع الأديب والقاص الأستاذ عمر بن طاهر زيلع في (ملتقى شعراء جازان)